# Valdeir
Valdeir, właśc. Valdeir Celso Moreira (ur. 31 grudnia 1967 w Goiânii) – brazylijski piłkarz, występujący podczas kariery na pozycji napastnika.

## Kariera klubowa
Karierę piłkarską Valdeir rozpoczął w klubie Atlético Goianiense w 1986. W lidze brazylijskiej zadebiutował 31 sierpnia 1986 w wygranym 2-1 meczu z Piauí Teresina. Kolejnym jego klubem było Botafogo FR, w którym występował w latach 1989–1992. Z Botafogo zdobył mistrzostwo stanu Rio de Janeiro – Campeonato Carioca w 1990.
W latach 1992–1996 był zawodnikiem francuskiego klubu Girondins Bordeaux. W barwach Żyrondystów występował tylko przez dwa sezony, rozgrywając w ich barwach 62 mecze, w których strzelił 16 bramek. Dwa pozostałe sezony Valdeir spędził na wypożyczeniach do São Paulo FC, CR Flamengo i Fluminense Rio de Janeiro. Z drużyną Sampy Valdeir zdobył Copa Sudamericana za rok 1992. Po powrocie do Brazylii Valdeir występował kolejno w Clube Atlético Mineiro, Internacionalu Limeira i Paranie.
W barwach Parany 30 października 1999 w przegranym 1-2 meczu z São Paulo Valdeir wystąpił po raz ostatni w lidze brazylijskiej. Ogółem w latach 1986–1999 wystąpił w lidze w 154 meczach, w których strzelił 28 bramek. Karierę Valdeir zakończył w Madureirze Rio de Janeiro w 2003.

## Kariera reprezentacyjna
W reprezentacji Brazylii Valdeir zadebiutował 17 października 1990 w zremisowanym 0-0 towarzyskim meczu z reprezentacją Hiszpanii. Ostatni raz w reprezentacji Valdeir wystąpił 5 września 1993 w wygranym 4-0 meczu eliminacji Mistrzostw Świata 1994 z reprezentacją Wenezueli.
| Mecze i gole w reprezentacji | Mecze i gole w reprezentacji | Mecze i gole w reprezentacji | Mecze i gole w reprezentacji | Mecze i gole w reprezentacji | Mecze i gole w reprezentacji | Mecze i gole w reprezentacji |
| #                            | Data                         | Miasto                       | Przeciwnik                   | Gol                          | Wynik                        | Rozgrywki                    |
| ---------------------------- | ---------------------------- | ---------------------------- | ---------------------------- | ---------------------------- | ---------------------------- | ---------------------------- |
| 1.                           | 17.10.1990                   | Santiago                     | Chile                        |                              | 0:0                          | towarzyski                   |
| N1.                          | 31.10.1990                   | Mediolan                     | Reszta Świata                |                              | 1:2                          | towarzyski                   |
| 2.                           | 08.11.1990                   | Belém                        | Chile                        |                              | 0:0                          | towarzyski                   |
| 3.                           | 18.05.1991                   | Uberlândia                   | Bułgaria                     |                              | 3:0                          | towarzyski                   |
| 4.                           | 11.09.1991                   | Cardiff                      | Walia                        |                              | 0:1                          | towarzyski                   |
| 5.                           | 30.10.1991                   | Varginha                     | Jugosławia                   |                              | 3:1                          | towarzyski                   |
| 6.                           | 18.12.1991                   | Goiânia                      | Czechosłowacja               |                              | 2:1                          | towarzyski                   |
| 7.                           | 26.02.1992                   | Fortaleza                    | Stany Zjednoczone            |                              | 3:0                          | towarzyski                   |
| 8.                           | 15.04.1992                   | Cuiabá                       | Finlandia                    |                              | 3:1                          | towarzyski                   |
| 9.                           | 17.05.1992                   | Londyn                       | Anglia                       |                              | 1:1                          | towarzyski                   |
| N2.                          | 19.05.1992                   | Mediolan                     | A.C. Milan                   |                              | 1:0                          | towarzyski                   |
| 10.                          | 06.06.1993                   | New Haven                    | Stany Zjednoczone            |                              | 2:0                          | US Cup 1993                  |
| 11.                          | 10.06.1993                   | Waszyngton                   | Niemcy                       |                              | 3:3                          | US Cup 1993                  |
| 12.                          | 13.06.1993                   | Waszyngton                   | Anglia                       |                              | 1:1                          | US Cup 1993                  |
| 13.                          | 08.08.1993                   | Maceió                       | Meksyk                       |                              | 1:1                          | towarzyski                   |
| 14.                          | 15.08.1993                   | Montevideo                   | Urugwaj                      |                              | 1:1                          | el. MŚ 1994                  |
| 15.                          | 05.09.1993                   | Belo Horizonte               | Wenezuela                    |                              | 4:0                          | el. MŚ 1994                  |